# Pál Joensen
Pál Joensen (Vágur, 10 dicembre 1990) è un nuotatore faroese, dominatore assoluto delle gare di stile libero in lunga distanza ai Campionati europei giovanili di nuoto 2008 a Belgrado.

## Biografia
Ha iniziato a praticare il nuoto all'età di sei anni. Ha studiato Business Administration alla Copenhagen Business School.
È stato nominato sportivo faroese dell'anno nel 2007, 2008, 2009 e 2010. Sua moglie Malan Vitalis Baerendsen ha gareggiato nel nuoto a livello elite.

## Palmarès
- Mondiali in vasca corta

Istanbul 2012: bronzo nei 1500m sl.
- Europei

Budapest 2010: argento nei 1500m sl.
Berlino 2014: argento negli 800m sl e nei 1500m sl.
- Europei in vasca corta

Herning 2013: argento nei 1500m sl.
- Europei giovanili

Belgrado 2008: oro nei 400m sl, negli 800m sl e nei 1500m sl.